# Seelsorgezentrum St. Katharina von Siena

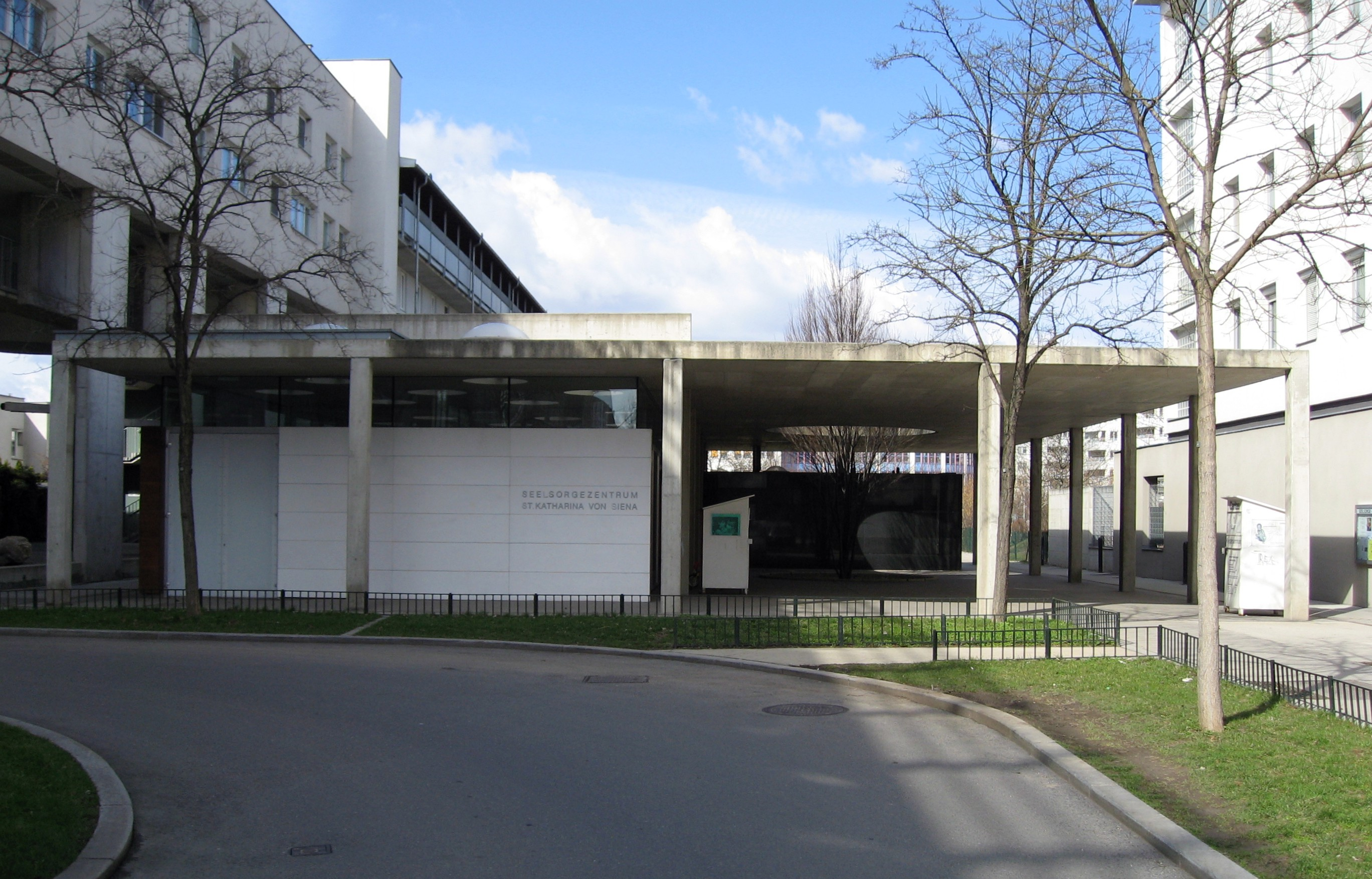
Seelsorgezentrum St. Katharina von Siena

Das Seelsorgezentrum St. Katharina von Siena ist eine Filiale der römisch-katholischen Pfarrkirche Aspern im Bezirksteil Wulzendorf im 22. Wiener Bezirk Donaustadt.

## Geschichte
Im Jahr 1994 wurde in der Erzdiözese Wien für das Stadterweiterungsgebiet Wulzendorf der Bau eines Seelsorgezentrum beschlossen. 1995 wurde der Architekt Walter Stelzhammer mit der Planung und Errichtung beauftragt. Am 19. Oktober 1996 weihte der Weihbischof Helmut Krätzl die Kirche auf die Heilige Katharina von Siena.

## Seelsorgezentrum
In einer Lücke der mehrgeschoßigen Wohnhausanlagen des Bezirksteils wurde mit einem eingeschoßigen Flachbau ein Kontra gefunden. Mit einer offenen rechteckigen Flachdachkonstruktion auf Säulen wurde eine Art von Himmel errichtet, welche an die sakrale Nutzung des Baldachins anknüpft. Der Baukörper selbst ist L-förmig mit dem Sakralraum als Mehrzwecksraum längs, dem Foyer oder Eingangsbereich in der Ecke und den Nebenräumen quer. Die Restfläche des Baldachins bilden einen großzügigen gedeckten Vorplatz, wo über eine scheibenförmige Dachöffnung 
ein Baum eingebunden wurde.